# Agostino Giorgio Soldati
Agostino Giorgio Soldati (* 17. November 1910 in Buenos Aires; † 11. Februar 1966 in Genf, heimatberechtigt in Neggio) war ein Schweizer Rechtsanwalt, Diplomat und Botschafter der Schweiz in Frankreich.

## Leben
Agostino Giorgio Soldati war Sohn des Pio Soldati und dessen Ehefrau  Marguerite Thome (auch André-Thome), Französin, Tochter des André, Grundbesitzers. Nach der Schule in Lugano studierte er in Universitäten Mailand, Bern und Wien und promovierte 1934 in Bern zum Doktor der Rechtswissenschaften. 1938 trat er in den Dienst des Eidgenössichen Politischen Departements, wirkte, vor allem als Beauftragter für Wirtschaftsfragen, in Bern, Rom, von 1940 bis 1944 in Berlin (Schutz ausländischer Interessen), von 1940 bis 1944, dann in Lissabon von 1945 bis 1947 und Paris von 1947 bis 1950 insbesondere als Geschäftsträger für Wirtschaftsfragen.
Im Jahr 1957 wurde Soldati als ständiger Beobachter der Schweiz bei den Vereinten Nationen nach New York City entsandt. 1958 kehrte er als Leiter der Schweizer Delegation bei der OECE (ab 1961 OECD) nach Paris zurück. Als Delegierter bei der Hohen Behörde der Europäischen Gemeinschaft für Kohle und Stahl wurde er 1959 bei der EWG in Brüssel und bei der Europäischen Atomgemeinschaft akkreditiert, wobei er stets in Paris ansässig blieb. Von 1961 bis zu seinem Tod war er Schweizer Botschafter in Frankreich.